# Eurata
Eurata is een geslacht van vlinders van de familie spinneruilen (Erebidae), uit de onderfamilie Arctiinae.

## Soorten
- E. baeri Rothschild, 1911
- E. bifasciata Gaede, 1926
- E. elegans Druce, 1906
- E. helena Herrich-Schäffer, 1854
- E. hermione Berg, 1878
- E. herricki Butler, 1876
- E. hilaris Zerny, 1937
- E. histrio Guérin-Meneville, 1843
- E. igniventris Berg, 1878
- E. jorgenseni Orfila, 1931
- E. julia Orfila, 1931
- E. laetifica Maassen, 1890
- E. maritana Schaus, 1896
- E. minerva Schaus, 1901
- E. paraguayensis Schrottky, 1910
- E. parishi Rothschild, 1911
- E. patagiata Burmeister, 1878
- E. picta Herrich-Schäffer, 1853

- E. plutonica Hampson, 1914
- E. schausi Hampson, 1898
- E. selva Herrich-Schäffer, 1854
- E. semiluna Walker, 1854
- E. sericaria Perty, 1934
- E. spegazzinii Jörgensen
- E. stictibasis Hampson, 1898
- E. strigiventris Guérin-Meneville, 1830
- E. tisamena Dognin, 1902
- E. vulcanus Walker, 1854